# Hans-Jürgen Kaatsch
Hans-Jürgen Kaatsch (* 27. Juli 1947 in Schweinfurt) ist ein deutscher Rechtsmediziner.

## Leben
Er studierte Rechtswissenschaft und Medizin und promovierte in Würzburg 1976 zum Dr. iur. und 1983 zum Dr. med. Nach der Habilitation 1993 in Kiel war er Universitätsprofessor für Rechtsmedizin an der Universität zu Lübeck und Direktor des Instituts für Rechtsmedizin im Universitätsklinikum Schleswig-Holstein und ist seit 2014 als Rechtsanwalt zugelassen. Er absolvierte den Fachanwaltslehrgang Fachanwalt für Medizinrecht.

## Schriften (Auswahl)
- Polizeigesetzgebung in Schweinfurt. Eine Darstellung anhand der reichsgesetzlichen Grundlagen und der reichsstädtischen Polizeiordnungen. Würzburg 1982, OCLC 1284626167.
- Die Zuziehung des medizinischen Sachverständigen im Strafprozess bei Anordnung der Sicherungsverwahrung (§§ 80 a, 246 a StPO). 1983, OCLC 727802965.
- Neue Methoden der Objektivierung in der Rechtsmedizin. Untersuchungen zur Biomechanik bei Stichverletzungen und zur Farbänderung von Livores auf Druckeinwirkung bei der Todeszeitschätzung mittels digitaler Erfassung physikalischer Kenngrössen. Kiel 1993, OCLC 1070596325.
- H. Kreß / H.-J. Kaatsch (Hg.): Menschenwürde, Medizin und Bioethik. Heutige Fragen medizinischer und ökologischer Ethik, Münster, LIT-Verlag, 2000.